# Шердынята
 Шердынята  — деревня в Афанасьевском районе Кировской области в составе Гординского сельского поселения.

## География
Расположена на расстоянии примерно 2 км на северо-запад по прямой от центра поселения села  Гордино на правобережье реки Кама.

## История
Известна с 1873 года как часть деревни Гординской (Шерданова), в 1926 уже отдельная деревня Шердынятская, дворов 13 и жителей 65, в 1950 16 хозяйств и 55 жителей, в 1989 116 жителей .

## Население
Постоянное население составляло 160 человек (русские 100%) в 2002 году, 148 в 2010.